# اچ‌ام‌اس کنت (۱۷۶۲)
اچ‌ام‌اس کنت (۱۷۶۲) (به انگلیسی: HMS Kent (1762)) یک کشتی بود که طول آن ۱۶۸ فوت (۵۱ متر) بود. این کشتی در سال ۱۷۶۲ ساخته شد.